# جرانکونا

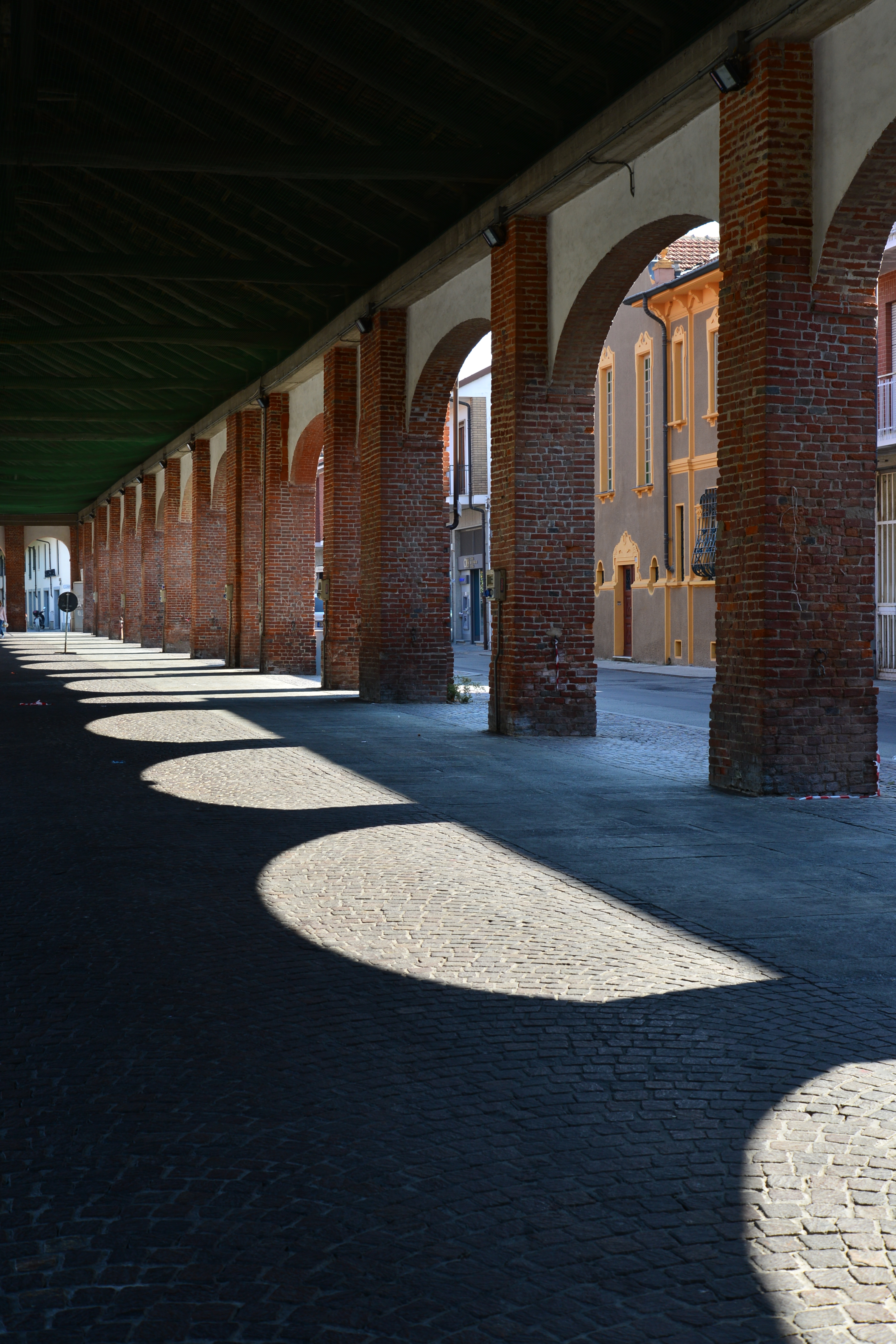
نگاره‌ای از یک بنای تاریخی در جرانکونا که بخشی از میراث فرهنگی ایتالیا است.

جرانکونا (به ایتالیایی: Grancona) یک کومونه در ایتالیا است که در استان ویچنزا واقع شده‌است.

## خصوصیات
جرانکونا ۱۲ کیلومترمربع مساحت و ۱٬۸۸۸ نفر جمعیت دارد.